# Ivony Miaramiasa
Ivony Miaramiasa est une commune malgache située dans la partie est de la région d'Amoron'i Mania.

## Géographie
Ivony Miaramiasa se situe à 7 km au sud-ouest de la ville d'Ambositra sur la route d'Andina.

## Économie
L'économie repose principalement sur la culture du riz et des orangers, ainsi que l'élevage de bœufs.